# Mistrzostwa Polski w Biathlonie na Nartorolkach 2011
Mistrzostwa Polski w Biathlonie na Nartorolkach 2011 odbyły się w Letohradzie w Czechach i w dniach 16-18 września 2011 roku. O tytuł mistrza Polski biathloniści rywalizowali w dwóch dyscyplinach – sprincie i biegu pościgowym. Wśród kobiet dwukrotnie triumfowała Magdalena Gwizdoń, natomiast w rywalizacji mężczyzn najlepsi okazali się Krzysztof Pływaczyk oraz Tomasz Sikora.

## Kobiety

### Sprint[1]
| Miejsce | Zawodnik                     | Klub               | Strzelanie | Czas  | Strata |
| ------- | ---------------------------- | ------------------ | ---------- | ----- | ------ |
| 1       | Magdalena Gwizdoń            | BLKS Żywiec        | 0+1        | 20:13 | –      |
| 2       | Krystyna Pałka               | AZS AWF Katowice   | 1+1        | 20:19 | +06    |
| 3       | Weronika Nowakowska-Ziemniak | AZS AWF Katowice   | 2+1        | 20:34 | +0:21  |
| 4       | Paulina Bobak                | AZS AWF Katowice   | 0+2        | 20:52 | +0:39  |
| 5       | Agnieszka Cyl                | MKS Karkonosze     | 2+1        | 21:40 | +1:27  |
| 6       | Monika Hojnisz               | UKS Lider Katowice | 1+2        | 21:42 | +1:29  |
| 7       | Karolina Pitoń               | AZS AWF Katowice   | 0+1        | 22:06 | +1:53  |
| 8       | Katarzyna Leja               | BKS WP Kościelisko | 1+0        | 22:28 | +2:15  |
| 9       | Patrycja Hojnisz             | AZS AWF Katowice   | 3+1        | 23:38 | +3:25  |
| 10      | Karolina Batożyńska          | BKS WP Kościelisko | 2+1        | 24:02 | +3:49  |
| 11      | Maria Bukowska               | BKS WP Kościelisko | 2+0        | 24:11 | +3:58  |
| 12      | Anna Mąka                    | BKS WP Kościelisko | 1+2        | 24:24 | +4:11  |
| 13      | Kamila Buchla                | MKS Karkonosze     | 1+2        | 26:14 | +6:01  |
| 14      | Iwona Iwaniec                | BKS WP Kościelisko | 3+3        | 26:38 | +6:25  |
| 15      | Zuzanna Smolec               | BKS WP Kościelisko | 2+3        | 27:09 | +6:56  |

Data: 17.09.2011

### Bieg pościgowy[2]
| Miejsce | Zawodnik            | Klub               | Strzelanie | Czas  | Strata |
| ------- | ------------------- | ------------------ | ---------- | ----- | ------ |
| 1       | Magdalena Gwizdoń   | BLKS Żywiec        | 0+0+1+1    | 28:23 | –      |
| 2       | Krystyna Pałka      | AZS AWF Katowice   | 2+1+0+1    | 28:28 | +05    |
| 3       | Paulina Bobak       | AZS AWF Katowice   | 0+0+1+1    | 29:29 | +1:06  |
| 4       | Monika Hojnisz      | UKS Lider Katowice | 0+1+1+0    | 31:10 | +2:47  |
| 5       | Agnieszka Cyl       | MKS Karkonosze     | 0+1+2+3    | 32:35 | +4:12  |
| 6       | Karolina Pitoń      | AZS AWF Katowice   | 1+1+2+0    | 34:30 | +6:07  |
| 7       | Katarzyna Leja      | BKS WP Kościelisko | 1+2+2+1    | 36:10 | +7:47  |
| 8       | Maria Bukowska      | BKS WP Kościelisko | 0+1+0+1    | 36:36 | +8:13  |
| 9       | Karolina Batożyńska | BKS WP Kościelisko | 0+0+2+0    | 36:47 | +8:24  |
| 10      | Patrycja Hojnisz    | AZS AWF Katowice   | 2+4+2+0    | 38:38 | +10:15 |
| 11      | Anna Mąka           | BKS WP Kościelisko | 2+1+0+3    | 39:33 | +11:10 |
| 12      | Iwona Iwaniec       | BKS WP Kościelisko | 1+0+2+4    | 40:28 | +12:05 |
| 13      | Kamila Buchla       | MKS Karkonosze     | 2+3+0+2    | 43:03 | +14:40 |

Data: 18.09.2011

## Mężczyźni

### Sprint
Pierwszą konkurencją rozgrywaną wśród mężczyzn był bieg sprinterski, w którym wystartowało 28 zawodników. Zawody odbyły się 17 września 2011 roku. Najlepszy w tej dyscyplinie okazał się Krzysztof Pływaczyk, który wyprzedził Tomasza Sikorę i Łukasza Szczurka.
| Miejsce | Zawodnik               | Klub               | Strzelanie | Czas  | Strata |
| ------- | ---------------------- | ------------------ | ---------- | ----- | ------ |
| 1       | Krzysztof Pływaczyk    | BKS WP Kościelisko | 0+0        | 24:13 | –      |
| 2       | Tomasz Sikora          | AZS AWF Katowice   | 0+1        | 24:18 | +05    |
| 3       | Łukasz Szczurek        | BKS WP Kościelisko | 0+1        | 24:34 | +0:21  |
| 4       | Mirosław Kobus         | BKS WP Kościelisko | 1+1        | 25:02 | +0:49  |
| 5       | Grzegorz Bril          | AZS AWF Katowice   | 0+2        | 25:04 | +0:51  |
| 6       | Rafał Lepel            | AZS AWF Katowice   | 1+0        | 25:37 | +1:24  |
| 7       | Adam Kwak              | BKS WP Kościelisko | 4+0        | 26:11 | +1:58  |
| 8       | Grzegorz Jakubowicz    | BKS WP Kościelisko | 2+2        | 27:22 | +3:09  |
| 9       | Patryk Czakon          | AZS AWF Katowice   | 0+1        | 27:26 | +3:13  |
| 10      | Mateusz Wieczorek      | AZS AWF Katowice   | 2+2        | 27:35 | +3:22  |
| 11      | Przemysław Sobies      | AZS AWF Wrocław    | 4+1        | 27:43 | +3:30  |
| 12      | Maciej Nędza-Kubiniec  | AZS AWF Katowice   | 2+3        | 27:58 | +3:45  |
| 13      | Mateusz Zawół          | MKS Karkonosze     | 5+1        | 28:11 | +3:58  |
| 14      | Mateusz Stec           | AZS AWF Wrocław    | 1+4        | 28:36 | +4:23  |
| 15      | Grzegorz Guzik         | BLKS Żywiec        | 2+1        | 28:41 | +4:28  |
| 16      | Radosław Szwade        | MKS Duszniki Zdrój | 2+4        | 28:44 | +4:31  |
| 17      | Mateusz Jabłonka       | AZS AWF Katowice   | 2+2        | 28:52 | +4:39  |
| 18      | Andrzej Nędza-Kubiniec | BKS WP Kościelisko | 4+2        | 29:12 | +4:59  |
| 19      | Dawid Stec             | AZS AWF Wrocław    | 3+1        | 29:17 | +5:04  |
| 20      | Dariusz Krajewski      | MKS Karkonosze     | 3+3        | 29:34 | +5:21  |
| 21      | Mateusz Rusnarczyk     | AZS AWF Wrocław    | 2+1        | 30:00 | +5:47  |
| 22      | Krzysztof Guzik        | BLKS Żywiec        | 5+2        | 30:03 | +5:50  |
| 23      | Aleksander Piech       | MKS Karkonosze     | 4+3        | 30:43 | +6:30  |
| 24      | Szymon Najzer          | BLKS Żywiec        | 3+3        | 30:47 | +6:34  |
| 25      | Jacek Uliasz           | MKS Duszniki Zdrój | 3+2        | 31:33 | +7:20  |
| 26      | Michał Michałków       | MKS Karkonosze     | 3+1        | 31:35 | +7:22  |
| 27      | Przemysław Radecki     | MKS Duszniki Zdrój | 3+4        | 34:12 | +9:59  |
| 28      | Rafał Marek            | BLKS Żywiec        | 4+2        | 34:39 | +10:26 |

### Bieg pościgowy
Drugą konkurencją rozgrywaną wśród mężczyzn był bieg pościgowy, w którym wystartowało 24 zawodników. Zawody odbyły się 18 września 2011 roku. Najlepszy w tej dyscyplinie okazał się Tomasz Sikora, który wyprzedził Krzysztofa Pływaczyka i Mirosława Kobusa
| Miejsce | Zawodnik              | Klub               | Strzelanie | Czas  | Strata |
| ------- | --------------------- | ------------------ | ---------- | ----- | ------ |
| 1       | Tomasz Sikora         | AZS AWF Katowice   | 1+0+0+0    | 32:32 | –      |
| 2       | Krzysztof Pływaczyk   | BKS WP Kościelisko | 1+0+0+1    | 33:12 | +0:40  |
| 3       | Mirosław Kobus        | BKS WP Kościelisko | 1+2+1+2    | 35:37 | +3:05  |
| 4       | Grzegorz Bril         | AZS AWF Katowice   | 0+2+2+2    | 36:15 | +3:43  |
| 5       | Adam Kwak             | BKS WP Kościelisko | 1+1+0+2    | 36:45 | +4:13  |
| 6       | Rafał Lepel           | AZS AWF Katowice   | 0+1+1+3    | 38:12 | +5:40  |
| 7       | Mateusz Wieczorek     | AZS AWF Katowice   | 1+1+0+1    | 38:47 | +6:15  |
| 8       | Grzegorz Jakubowicz   | BKS WP Kościelisko | 2+1+1+2    | 40:20 | +7:48  |
| 9       | Mateusz Zawół         | MKS Karkonosze     | 1+1+1+2    | 40:41 | +8:09  |
| 10      | Patryk Czakon         | AZS AWF Katowice   | 2+0+2+2    | 41:17 | +8:45  |
| 11      | Maciej Nędza-Kubiniec | AZS AWF Katowice   | 1+3+2+2    | 41:25 | +8:53  |
| 12      | Przemysław Sobies     | AZS AWF Wrocław    | 2+2+3+2    | 41:50 | +9:18  |